# 黄县染窗花
黄县窗染花是一种民间剪纸艺术，流传于胶东民间。清同治年间，过年过节，黄县人用彩纸剪出“灯花”，悬挂门楣之上，来表达吉祥喜庆的寓意。闯关东经商的人将东北剪纸技法移植到本地，阴阳刻并用，并加以勾画、染色处理，形成了独特的风格。
染窗花的尺寸有大有小，传统题材有吉祥喜庆、多子多寿、荣华富贵、历史人物故事、花鸟动物等。作品有金鱼穿荷花、娃娃金鱼、彩蝶纷飞、繁花似锦、八仙过海、二十四孝等等。以大红纸为原料，线条细腻，以“透”、“漏”的手法表现。一般六颗为一组，每个窗栊上一颗或两行。染料有红黄绿等色，图案剪好后以毛笔渲染，鲜艳明快。
黄县染窗花是胶东农村劳动生活的反应，现已被列入山东省非物质文化遗产。